# Млечник зональный
Мле́чник зона́льный (лат. Lactarius zonarius) — условно-съедобный гриб рода Lactarius.
Синонимы:
- Agaricus flexuosus var. zonarius (Bull.) Pers., 1801
- Agaricus zonarius Bull., 1782basionym
- Lactifluus zonarius (Bull.) Kuntze, 1891

## Описание
Шляпка сухая, желто-оранжевая, с характерными концентрическими кругами. Пластинки слегка низбегающие на ножку, частые, желтоватые. Ножка желто-коричневая. Мякоть беловатая, с фруктовым запахом и жгучим вкусом. Споровый порошок охристый.

Произрастает в листопадных и смешанных лесах, часто рядом с дубами.
Сезон: осень.

## Съедобность
Гриб съедобен после вымачивания и засолки.